# Josef Starflinger
Josef Starflinger ist ein ehemaliger deutscher Fußballspieler, der für den FC Bayern München aktiv war.

## Karriere
Starflinger gehörte als Mittelfeldspieler von 1945 bis 1951 dem FC Bayern München an, für den er in der Oberliga Süd, der seinerzeit höchsten deutschen Spielklasse, zum Einsatz kam. Bestritt er in seiner Premierensaison lediglich drei Punktspiele, so waren es in der Folgesaison deren zwei. In der Saison 1947/48 gelang ihm in 13 Punktspielen ein Tor, das er am 19. Juni 1948 (37. Spieltag) beim 11:0-Sieg im Stadion an der Grünwalder Straße gegen Viktoria Aschaffenburg mit dem Treffer zum 2:0 in der 14. Minute erzielte. In den beiden folgenden Spielzeiten wurde er nicht eingesetzt, jedoch noch zweimal in der Saison 1950/51 – am 24. März 1951 (29. Spieltag), beim 4:0-Sieg im Heimspiel gegen den FSV Frankfurt und am 26. März 1951 (30. Spieltag), bei der 2:3-Niederlage im Auswärtsspiel gegen den VfR Mannheim.